# Bethlehemkirche (Spandowerhagen)

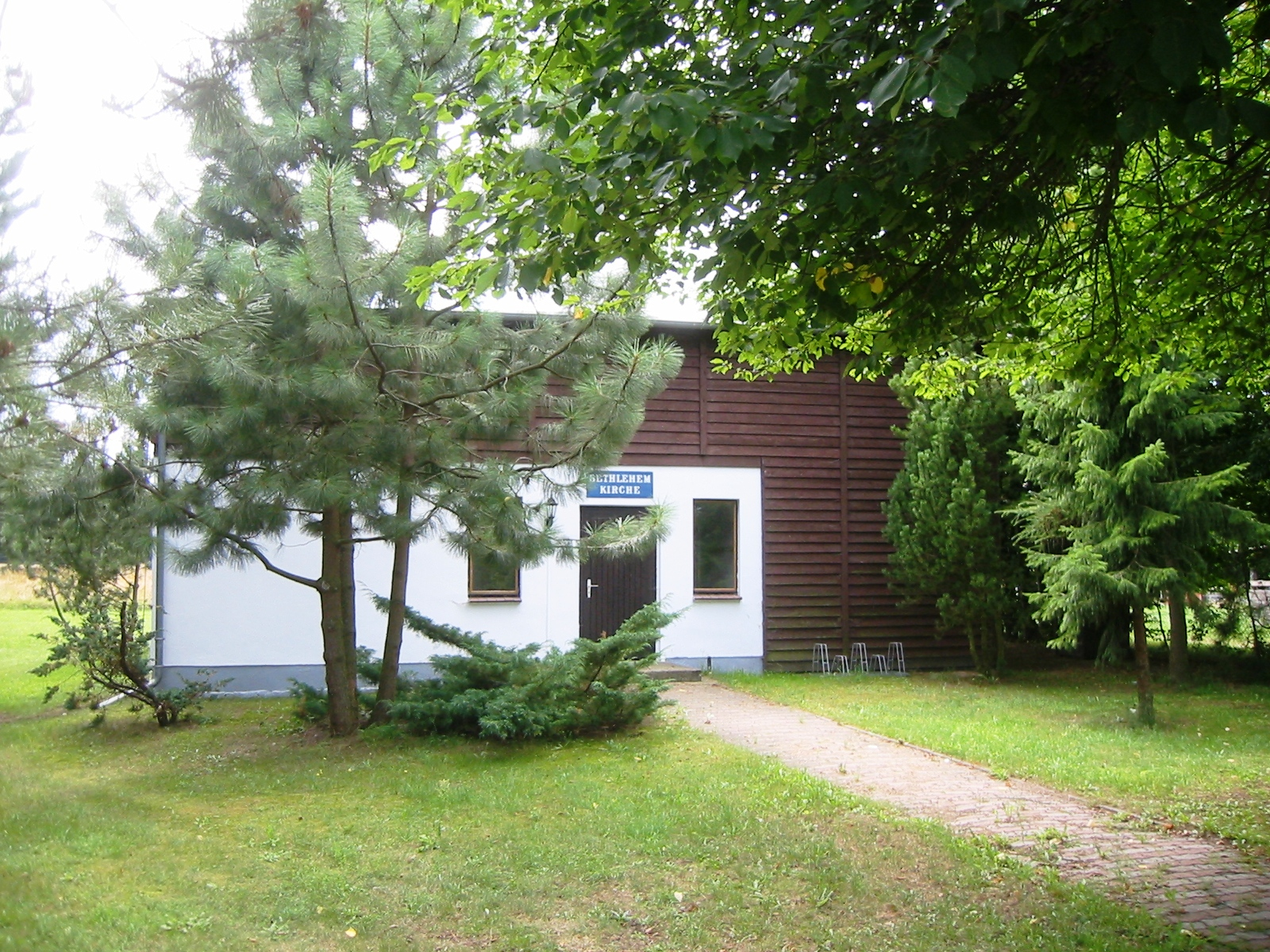
Bethlehemkirche in Spandowerhagen, Kröslin

Die Bethlehemkirche ist ein Sakralbau im Krösliner Ortsteil Spandowerhagen im
Landkreis Vorpommern-Greifswald in Mecklenburg-Vorpommern (Deutschland).

## Geschichte

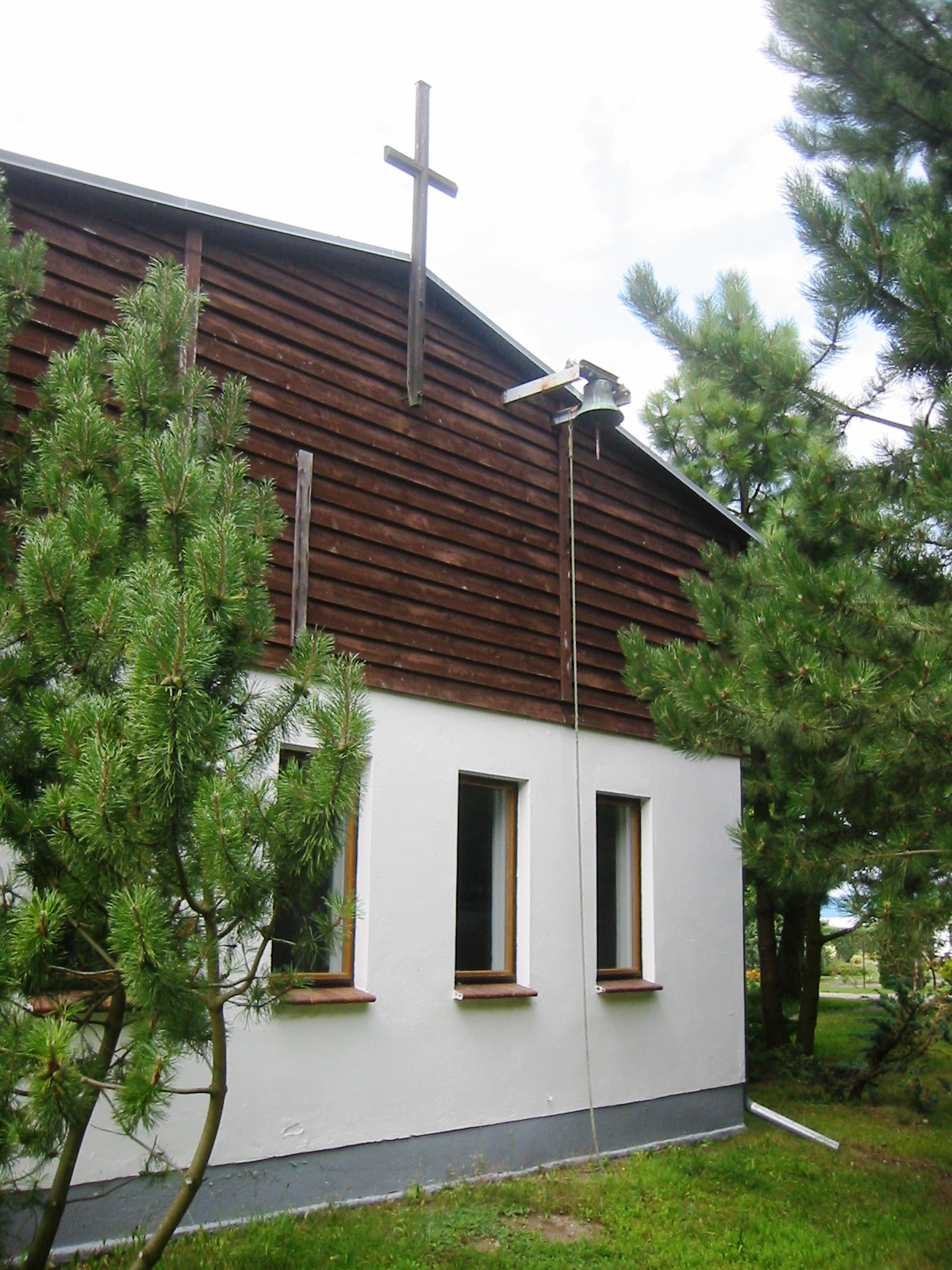
Ehemalige Schiffsglocke als Geläut

Der Kirchengemeinderat von Lubmin erwarb am 22. September 1958 ein Grundstück mit einer Scheune, die bislang von einem Fischer und Bauern des Ortes genutzt wurde. Das Gebäude wurde im Laufe der nächsten Jahre zu einer Kirche umgebaut. Die Einweihung fand am 26. November 1966 statt. Mit dem Bau des Kernkraftwerks in Lubmin wurde der Ortsteil Spandowerhagen vom Durchgangsverkehr getrennt, so dass die Anreise zum Gottesdienst erschwert war. Im Laufe der nächsten Jahre wurde das Gebäude sukzessive erweitert, so dass man 1980 im linken Teil der Scheune einen Kirchraum einweihen konnte. Überliefert ist, dass man am Tag der Einweihung eine an der Ostwand befindliche, ehemalige Schiffsglocke läuten lassen wollte, das Seil jedoch riss. Im Jahr 1988 installierte man eine neue Glocke. Mit der Sanierung im Jahr 1991 erhielt sie schließlich den heutigen Namen Bethlehemkirche. Damit soll – ausgehend von der ursprünglichen Nutzung – an den Stall von Bethlehem erinnert werden.

## Architektur
Bis heute ist der schlichte Charakter des Gebäudes erhalten geblieben. Die Fassade ist zum größten Teil mit weißer Farbe gestrichen, die sich von einem grau gestrichenen Sockel abhebt. An der Front sind das rechte Drittel sowie der obere Bereich mit braunen Holzlatten verkleidet. Der Zugang erfolgt durch eine schlichte Holztür, über der ein blaues Schild angebracht ist, auf dem in weißen Buchstaben „Bethlehemkirche“ zu sehen ist. Neben der Tür gestalten lediglich zwei asymmetrisch angebrachte Fenster die Fassade. An der Apsis befinden sich ein einfaches Holzkreuz, daneben das manuell zu bedienende Geläut sowie vier darunter befindliche, rechteckige Holzfenster ohne weitere Verzierungen. An der Südseite, die sich zu einem Garten hin öffnet, wird die Gestaltung der Front aufgegriffen. Hier befindet sich ein Fenster aus bunten Glassteinen als von außen einzig sichtbarer Schmuck des Gebäudes.